# Clodomiro Picado Twight
Clodomiro Picado Twight, född 17 april 1887 i San Marcos, Nicaragua, död 16 maj 1944 i San José, Costa Rica, var en mikrobiolog vid Pasteurinstitutet i Paris och i Costa Rica, vars forskning om mögel la grunden till upptäckten av antibiotika